# 요시카와 나오키 (축구 선수)
요시카와 나오키(일본어: 吉川 直輝, 2002년 4월 21일~)는 일본의 축구 선수이다.

## 구단 경력
그는 J1리그의 감바 오사카에 입단했다. 2020년 J3리그의 감바 오사카 U-23에서 뛰었다.